# Michael Spinks
Michael Spinks (St. Louis, 13 de julho de 1956) é um ex-pugilista norte-americano. Foi membro da equipe dos Jogos Olímpicos de 1976 nos Estados Unidos e ganhou uma medalha de ouro na competição de boxe. Transformou-se um pugilista profissional em 1977 e ganhou o campeonato dos pesos pesados leves pela Associação Mundial de Boxe em 1981. Em 1985, passou a disputar o campeonato dos pesos pesados do mundo e fez exame do título da Federação Internacional de Boxe contra Larry Holmes, e, pela primeira vez, surgiu um campeão dos meio-pesados que se tornou campeão dos pesos pesados. Em 1988, ele foi nocauteado em uma luta, pelo indiscutível campeão do mundo, Mike Tyson. Foi a sua única derrota, e também a sua última luta num ringue profissional.
Ele é irmão do ex-campeão dos pesos pesados Leon Spinks.